# NGC 5840
NGC 5840 is een niet-bestaand object in het sterrenbeeld Ossenhoeder. Het hemelobject werd op 22 juli 1886 ontdekt door de Amerikaanse astronoom Lewis A. Swift.